# Ferentino
Ferentino est une commune italienne d'environ 20 850 habitants, située dans la province de Frosinone, au bord du fleuve Sacco, dans la région Latium, en Italie centrale.

## Géographie
Sur le territoire de la commune de Ferentino se situe en partie le lac de Canterno.

## Histoire
Ferentino est connue dans l’antiquité sous le nom latin de Ferentinum, cité du peuple hernique (à ne pas confondre avec Ferentum, ancienne ville d'Étrurie aujourd'hui dans la municipalité de Viterbe). 
L’enceinte fortifiée antique datée des VIe – IIe siècle av. J.-C. subsiste encore, mais avec des tours et des portes médiévales. 
En 306 av. J.-C., cette cité refuse de se joindre aux autres villes herniques dans la guerre contre Rome. Après la défaite des Herniques, Rome récompense la fidélité de Ferentinum : statut de Municipium avec droit d’élire ses propres magistrats;  citoyenneté romaine aux habitants et droit de mariage légal entre Romains et Ferentins.

## Monuments et patrimoine
- Cathédrale de Ferentino

## Administration
| Période                                  | Période | Identité | Étiquette | Qualité |
| ---------------------------------------- | ------- | -------- | --------- | ------- |
|                                          |         |          |           |         |
| Les données manquantes sont à compléter. |         |          |           |         |

### Hameaux
Porciano

### Communes limitrophes
Acuto, Alatri, Anagni, Fiuggi, Frosinone, Fumone, Morolo, Sgurgola, Supino, Trivigliano

### Personnalités nées à Ferentino
- Aldo da Ferentino
- Giovanni da Ferentino
- Aulus Hirtius
- Marcus Lollius (consul en -21)
- Giuseppe Morosini
- Othon (empereur romain)
- Angelo Palombo
- Enrica Segneri